# Vivi-Anne Hultén
Pour les articles homonymes, voir Vivi (homonymie).
Vivi-Anne Hultén est une patineuse artistique suédoise née le 25 août 1911 à Anvers (Belgique) et morte le 15 janvier 2003 à Newport Beach (États-Unis).
Elle est médaillée de bronze olympique aux Jeux d'hiver de 1936.

## Palmarès
| Compétition           | 1930 | 1931 | 1932 | 1933 | 1934 | 1935 | 1936 | 1937 |
| Jeux olympiques       |      |      | 5e   |      |      |      | 3e   |      |
| Championnats du monde |      | 5e   | 5e   | 2e   | 4e   | 3e   | 3e   | 3e   |
| Championnats d'Europe | 3e   | 4e   | 3e   |      |      |      |      |      |